# Droga wojewódzka 115
Die Droga wojewódzka 115 (DW 115) ist eine Woiwodschaftsstraße in Polen. Sie beginnt an der deutsch-polnischen Staatsgrenze nahe Dobieszczyn (Entepöl, Gemeinde Groß Mützelburg) und führt über Tanowo (Falkenwalde), wo die Droga wojewódzka 114 (DW 114) einmündet, nach Szczecin (Stettin), wo sie auf die Droga krajowa 10 (DK 10) trifft. Die Gesamtlänge der Straße beträgt 29 Kilometer.
Die DW 115 verläuft innerhalb der Woiwodschaft Westpommern im nordwestlichen Teil des Kreises Police (Pölitz).

## Straßenverlauf
Woiwodschaft Westpommern:
Powiat Policki (Kreis Pölitz)

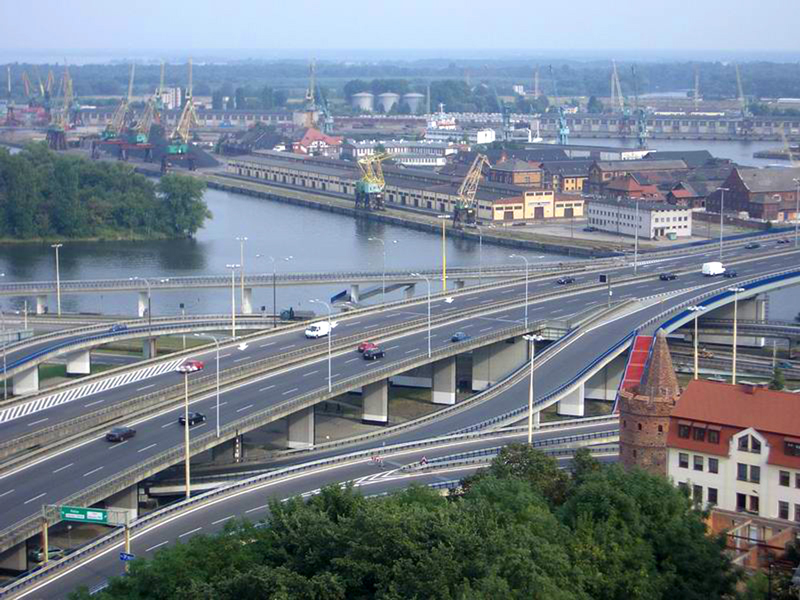
Der Verlauf der DW 115 auf der Trasa Zamkowa am Stettiner Hafen

- Dobieszczyn (Entepöl, Gemeinde Groß Mützelburg) nahe der Staatsgrenze nach Deutschland, bis 1945 und seit 2008 Übergang nach Hintersee (Vorpommern)

~ Gunica (Aalbach) ~
- Tanowo (Falkenwalde)
- Pilchowo (Polchow)
- Szczecin-Głębokie (Stettin-Glambeck)
- Szczecin (Stettin)

~ Odra Zachodnia (Westoder) ~
~ Parnica (Parnitz) ~
- Szczecin-Łasztownia (Stettin-Lastadie): Trasa Zamkowa (Schlossstraße) (DK 10 → Lubieszyn (Neu Linken)/Deutschland (Bundesstraße 104 Richtung Pasewalk) bzw. → Stargard (Stargard in Pommern) – Wałcz (Deutsch Krone) – Piła (Schneidemühl) – Płońsk)